# Espiritualismo filosófico
El espiritualismo filosófico hace referencia a un sistema de filosofía que defiende la esencia espiritual y la inmortalidad del alma, surgiendo como respuesta al positivismo.
La identidad sustancial de filosofía y ciencia, que es la consigna del positivismo, ha puesto en crisis, a partir de la mitad del siglo XIX, el mismo concepto de filosofía. En virtud de dicha identidad, la filosofía no tiene nada que hacer si prescinde de los conocimientos positivos que le ofrecen la ciencia y los problemas que derivan de tales conocimientos. La metafísica tradicional, con su teología, su cosmología y su psicología, fundadas en nociones y procedimientos inconfrontables con los objetos y procedimientos de la ciencia, parecía definitivamente puesta fuera de juego y suplantada por otras tantas disciplinas positivas. Siendo esto así, la investigación directa para buscar o justificar aspectos o determinaciones ignoradas o excluidas por la investigación positiva, como el finalismo de la naturaleza, la libertad de la voluntad humana en la historia, los fines o los valores trascendentales propios de la esfera moral o religiosa, parecía que no podía efectuarse sino dirigiéndose a otras vías de acceso a la realidad, a otros instrumentos considerados como más eficaces para esta finalidad y, por tanto, más propios de una filosofía que quisiera distinguirse de la ciencia y reivindicar, a su vez, la propia autonomía con respecto a otras disciplinas. 
En esta dirección, el espiritualismo constituye la primera reacción frente al positivismo: una reacción sugerida por intereses preferentemente religiosos o morales y encaminada a utilizar, para el trabajo filosófico, un instrumento completamente descuidado por el positivismo: la auscultación interior o conciencia.
El espiritualismo tuvo un desarrollo particularmente intenso en Francia, tomando como base una especie de síntesis entre el cogito de Descartes y las "raisons du coeur" de Blaise Pascal. Son representantes del espiritualismo francés  Maine de Biran, Victor Cousin, Félix Ravaisson, Louis Lavelle y René Le Senne, y pueden considerarse próximos también a esta corriente autores como Henri Bergson y Maurice Blondel.
En Italia, el principal representante de la filosofía espiritualista es Michele Federico Sciacca, inicialmente discípulo de Giovanni Gentile y de Antonio Aliotta, pero tras su conversión al catolicismo es un autor fuertemente influenciado por la línea de pensamiento de Platón, San Agustín y Antonio Rosmini, con algunos elementos tomados de Tomás de Aquino. Sciacca denomina a su filosofía "idealismo objetivo trascendental".